# Conferticium
Conferticium là một chi nấm thuộc họ Stereaceae.